# 徐明 (企业家)
徐明（1971年4月5日—2015年12月4日），男，辽宁大连庄河人，中国企业家，中国致公党党员。沈阳航空工业学院国际贸易专业成教班，東北財經大學商業經濟碩士專業毕业。

## 生平
徐明生于辽宁大连庄河市吴炉镇光华村。1992年11月，徐明成为庄河外经贸委下属的庄河市工业品对外贸易公司的法人代表，1992年10月，庄河市工业品对外贸易公司和港商周一鸣的香港恒和机械工程公司，共同出资注册了中外合资的大连实德机械工程有限公司，徐明出任副董事长兼总经理。
1999年，庄河市工业品对外贸易公司等把股份全部转让给了徐明等4位自然人。1999年以后，实德集团先后控制了上市公司凌云股份、金德发展和宁夏大元。发起或参股、竞购生命保险、大连银行、银川市商业银行、广东发展银行、太平洋保险、景顺长城基金、上市公司圣雪绒、中宝股份等，跻身福布斯富豪榜。經過20年發展，實德集團已形成以塑膠異型材為主的化學建材、石化、金融保險、文化體育等四大產業格局。在大連、成都、浙江嘉興、珠海、天津建立五大生產基地，擁有自己的研究院。
徐明因涉及薄熙来案，2012年失踪。2012年9月19日王立军庭审中证实徐在重庆从事房地产开发和薄熙来、王立军关系密切，并送王立军直系亲属285万的两套北京房产。2013年徐明被判刑，本应于2016年9月刑满释放。2015年12月4日，徐明因病在武汉狱中去世，终年44岁，据中国媒体报道，他的死因可能是急性心肌梗塞。他的灵柩于6日被亲友运回大连。

## 徐明與大連實德足球隊
1999年，實德集團購得中國甲A聯賽大連萬達隊冠名權，更名為「大連萬達實德足球俱樂部隊」。1999年，萬達集團退出，實德集團全面接手，更名為「大連實德足球俱樂部」。徐明在中国足坛中一手打造了实德系，2000年至2002年，大連實德幾乎囊括了所有國內頂級賽事的冠軍。收購萬達不到半年，徐明購買了幾個俱樂部，包括四川冠城、大連賽德隆、大連三德、四川金鷹等，在國內聯賽中建立了互相關聯的「實德系」。
2004年，中國足球超級聯賽成立，大連實德成為創始球隊。同年10月24日，北京國安與瀋陽金德比賽中對判罰不滿罷賽，後來遭到重罰。隨後，徐明聯合另外6個俱樂部，包括北京國安、上海中遠、青島頤中、深圳健力寶、四川冠城與遼寧隊向足協施壓，要求中國足球協會改革，訴求為建立一個新的、以「政企分開、管辦分離」為主要目標的聯賽秩序，當時中國媒體與球迷稱為「G7革命」，但並未得到中國足協的回應。2005年，實德拿到第一個中超冠軍，但發生積欠選手薪資的事件。2007年年底，大連實德釋出17名一線球員，其中包括季銘義、王鵬、王聖、閻嵩等主力選手。
2012年3月，徐明遭到調查，大連實德被大連市體育局、大連市足協託管。2012年中國足球超級聯賽球季結束之後，实德集团将俱乐部资产整体转让给了同城球会大连阿尔滨，球队不复存在。同年涉嫌经济案件被相关部门控制，后获刑入狱。他預計於2016年9月刑满释放，但2015年12月4日死於武漢獄中。
大連實德併入大連阿爾濱之後，《新京報》報導，徐明其實不喜歡足球，投資足球是為了博領導歡心。